# Úrsula Patricia Salazar Mojica
Úrsula Patricia Salazar Mojica (Tampico, Tamaulipas, el 20 de enero de 1976) es una política mexicana, contadora pública y auditora de la ciudad de Tampico, Tamaulipas. Es conocida por su trayectoria como diputada local y Presidenta de la Junta de Coordinación Política del Congreso de Tamaulipas, representando al Movimiento de Regeneración Nacional (Morena). Actualmente es Diputada Local por el Distrito 21 en el Congreso del Estado de Tamaulipas.

## Primeros años y antecedentes familiares
Salazar Mojica es originaria de Tampico, Tamaulipas. Proviene de una familia involucrada en la política y el activismo social. Su madre, Doña Úrsula Mojica Obrador, fue una figura clave en el lopezobradorismo en Tamaulipas y desempeñó un rol activo en la promoción de los ideales de su primo, Andrés Manuel López Obrador, en la región.

## Carrera política
Salazar Mojica es una de las fundadoras de Morena en Tamaulipas y cuenta con el registro No. 1 como afiliada en el estado. En 2021, se convirtió en la primera mujer de Morena en presidir la Junta de Coordinación Política del Congreso del Estado de Tamaulipas.
Como legisladora, ha participado en diversos proyectos y gestiones como la recuperación de la administración de las Comisiones Municipales de Agua Potable y Alcantarillado (Comapas) de Tamaulipas, y la coordinación de acciones legales que resultaron en un fallo favorable de la Suprema Corte de Justicia de la Nación.